# سيدني دبليو. فوكس
سيدني دبليو. فوكس (بالإنجليزية: Sidney W. Fox)‏ هو عالم كيمياء حيوية أمريكي، ولد في 25 مارس 1912 في لوس أنجلوس في الولايات المتحدة، وتوفي في 10 أغسطس 1998 في موبيل في الولايات المتحدة.

## وصلات خارجية
- سيدني دبليو. فوكس على موقع الموسوعة البريطانية (الإنجليزية)